# Plagithmysus pulchrior
Plagithmysus pulchrior là một loài bọ cánh cứng trong họ Cerambycidae.